# Veliki Jovanovac
Veliki Jovanovac (cyr. Велики Јовановац) – wieś w Serbii, w okręgu pirockim, w mieście Pirot. W 2011 roku liczyła 334 mieszkańców.